# Fago (Spagna)
Fago è un comune spagnolo di 37 abitanti situato nella comunità autonoma dell'Aragona. Fa parte della comarca della Jacetania.
Possiede una chiesa parrocchiale di notevole interesse artistico dedicata a sant'Andrea (in spagnolo, San Andrés), edificata nei primi decenni del XVI secolo in stile tardo gotico con chiare influenze rinascimentali.